# Kímberly Castillo
Kímberly Altagracia Castillo Mota, conocida como Kim Castillo (Salvaleón de Higüey, República Dominicana, 26 de agosto de 1989) es una reina de belleza dominicana que fue coronada Miss Italia nel Mondo 2010, y la única dominicana hasta el momento en ganar dicho concurso. Ganó también el Miss República Dominicana 2014 y representó a su país en Miss Universo 2014.

## Biografía
Nacida en Salvaleón de Higüey, Kim y su familia se mudaron a la edad de 12 años a Santiago de los Caballeros donde se introduce al mundo del modelaje a la edad de 15 años. Ella es graduada de Diseño de Moda.

## Certámenes de belleza

### Miss Italia nel Repubblica Dominicana 2010
Ella fue escogida Miss Italia nel Repubblica Dominicana 2010, de 10 candidatas, el 1 de mayo del mismo año.

### Miss Italia nel Mondo 2010
Fue coronada Miss Italia nel Mondo 2010, representando a su país natal República Dominicana, el 30 de junio, en el "Palazzo del Turismo" de Jesolo.

### Miss República Dominicana 2014
Kímberly Castillo representaba al Municipio Salvaleón de Higüey en Miss República Dominicana 2014. Y fue ahí nuevamente reina, siendo coronada por la Miss República Dominicana 2013, Yaritza Reyes.  Ella representó a la República Dominicana en el Miss Universo 2014 pero no logró clasificar al Top 15.
| Predecesor: -             | Miss Italia nel Repubblica Dominicana 2010 | Sucesor: -               |
| Predecesor: Diana Curmei  | Miss Italia nel Mondo 2010                 | Sucesor: Silvia Novais   |
| Predecesor: Irina Peguero | Miss Higüey 2014                           | Sucesor: Jennifer Cruz   |
| Predecesor: Yaritza Reyes | Miss República Dominicana 2014             | Sucesor: Clarissa Molina |